# 浅田梨奈
浅田 梨奈（あさだ りな、1990年10月30日 - ）は、日本のプロボウラー。JPBA第48期生。ライセンスNo.528（2015年交付）。長野県松本市出身。イースタンスポーツ（スターレーン）所属。用品契約はハイ・スポーツ。右投げ。日本女子体育大学卒業。

## 人物
ボウリングを始めたきっかけは小学5年生になるくらいのとき。母親に「親子ボウリング大会に出ようよ」と誘われたこと。中学時代は部活動と習い事をしながらボウリングの練習をする日々を過ごした。高校時代からナショナルチームで活躍し海外遠征を経験、さらに『ボウリング革命 P★League』（以下Pリーグ）に出場。キャッチフレーズは初期は『16歳のスーパーホープ』だったが、その後『エンジェルスマイル』となった。Pリーグ第6戦から第33戦は全日本ナショナルチームとして出場し、第23戦に初優勝した。
2007年秋田わか杉国体と2008年チャレンジおおいた国体では2年連続でボウリング競技PRポスターのモデルとして起用された。なおこのポスターは大変な人気でお宝状態となり盗難が相次いだというエピソードがある。
2009年体育教員を目指すべく日本女子体育大学へ進学。
2015年に日本プロボウリング協会のプロテストに6位で合格してプロ入りを果たした。第33戦以降出場していなかったPリーグは第58戦より復帰。
2016年9月24日に男子プロボウラーの藤井信人と結婚式を挙げる。
2022年11月15日までに離婚したことを自身のインスタグラムで報告した。
2023年12月10日に自身のSNSにて体調不良を理由に12月14日開催の全日本女子プロボウリング選手権大会へのエントリー取り消しと2024年1月いっぱいプロ活動を休止することを公表していた。しかし、同年3月に一転して「通院しながら」という条件付きで、プロ活動復帰を果たした。また、この年の夏に開催された新設大会「io.LEAGUE」には所属クラブである「愛媛オレンジサンダース」の一員として初参戦した。
2025年3月31日、再婚したことをインスタグラムで報告した。

## 出演
- ボウリング革命 P★League
- 炎の体育会TV（2016年2月21日、TBSテレビ）

## プロ入り後の主な戦績
※10位以内の順位のみ

### 公式戦
- 公認パーフェクトゲーム達成 2回
- 800シリーズ達成 1回

#### 2015年
- 第10回MKチャリティカップ女子 - 4位

#### 2017年
- ROUND1CupLadeies2017 - 9位（タイ）

#### 2018年
- 2018宮崎プロアマオープントーナメント - 5位（タイ）
- 第34回六甲クイーンズオープントーナメント - 4位
- 第13回MKチャリティカップ女子 - 5位
- ROUND1GCB2018 JPBA決勝大会女子 - 5位（タイ）
- ROUND1GCB2018 三団体グランドチャンピオン大会女子 - 5位（タイ）

#### 2019年
- KUWATA CUP2019女子 - 3位
- グリコ17アイス杯第7回プロアマトーナメント女子 - 3位
- 第14回MKチャリティカップ女子 - 4位
- ROUND1GCB2019 JPBA決勝大会女子 - 3位（タイ）
- ROUND1GCB2019 FINAL - 5位（タイ）
- 全卸連JPBA★SSSカップ2019 - 3位

#### 2020年
- CRYSTAL CUP - 8位

#### 2021年
- JPBA WOMENS ALL STAR GAME 2021 - 5位
- HANDACUP第53回全日本女子プロボウリング選手権大会 - 8位

#### 2022年
- JPBA WOMENS ALL STAR GAME 2022 - 8位

### Pリーグ
- 第20戦 3位
- 第23戦 優勝
- 第28戦 3位
- 第70戦 3位
- 第95戦 優勝